# Acipimox
Acipimox (tên thương mại Olbetam ở châu Âu) là một dẫn xuất niacin được sử dụng như một chất làm giảm lipid. Nó làm giảm mức chất béo trung tính và tăng cholesterol HDL. Nó có thể có ít tác dụng phụ rõ rệt hơn niacin, mặc dù không rõ liệu liều khuyến cáo có hiệu quả như liều niacin tiêu chuẩn hay không.

## Chống chỉ định
Chống chỉ định là loét dạ dày, chảy máu cấp tính, đau tim gần đây, suy tim mất bù cấp tính và bệnh thận mạn tính nghiêm trọng.

## Tác dụng phụ
Cũng như niacin và các loại thuốc liên quan, tác dụng phụ phổ biến nhất là đỏ bừng mặt (liên quan đến tuyến tiền liệt D 2 ) và rối loạn tiêu hóa như khó tiêu, xảy ra ở ít nhất 10% bệnh nhân. Có thể giảm bớt tình trạng đỏ bừng bằng cách uống aspirin 20 đến 30 phút trước khi uống acipimox. Đánh trống ngực cũng đã được mô tả.   Liều cao có thể gây đau đầu, và gây ra bệnh gút.   Trái ngược với niacin, không có sự suy yếu dung nạp glucose và không có rối loạn chức năng gan đã được tìm thấy trong các nghiên cứu, ngay cả khi dùng acipimox liều cao.

## Tương tác
Không có tương tác với các loại thuốc khác được biết đến. Về mặt lý thuyết, sự kết hợp với statin và fibrate có thể làm tăng tỷ lệ đau cơ. Rượu có thể làm tăng nguy cơ bốc hỏa.

## Dược lý

### Cơ chế hoạt động
Giống như niacin, acipimox tác động lên thụ thể niacin 1, ức chế enzyme triglyceride lipase. Điều này làm giảm nồng độ axit béo trong huyết tương và dòng chảy của chúng vào gan. Do đó, việc sản xuất cholesterol VLDL ở gan bị giảm, điều này gián tiếp dẫn đến việc giảm LDL và tăng cholesterol HDL.

### Dược động học
Acipimox được hấp thu hoàn toàn từ ruột. Nó không liên kết với protein huyết tương và không được chuyển hóa. Sự loại bỏ xảy ra trong hai giai đoạn, lần đầu tiên có chu kỳ bán rã là hai giờ, lần thứ hai là 12 đến 14 giờ. Các chất được đào thải qua thận.